# Armoiries de la Bouriatie
Les armoiries de la Bouriatie sont utilisées par le gouvernement de la République de Bouriatie en tant que symbole d'État. Elles furent adoptées le 20 avril 1995.

## Description
Les armoiries de la Bouriatie se présentent sous la forme d'un bouclier héraldique sur lequel se retrouvent les trois couleurs du drapeau national : le bleu, le blanc et le jaune. Dans la partie supérieure du disque se trouve un symbole soyombo de couleur jaune, symbole traditionnel de la Bouriatie et, par extension, de la Mongolie, représentant la vie éternelle et se composant d'une lune surmontée d'un soleil lui-même surmonté d'un feu. Au centre sont représentées les vagues du lac Baïkal ainsi que le fond vert foncé des montagnes, caractéristique du paysage local. Dans la partie inférieure, enroulée autour du disque, est représentée une khata, symbole de l'hospitalité.
Par une loi mise en application le 1er janvier 2000, une inscription sur le khata lisant « République de Bouriatie » en russe et en bouriate a été supprimée.